# Ab Lench
Ab Lench är en by i civil parish South Lenches, i distriktet Wychavon, i grevskapet Worcestershire, i England. Byn är belägen 8 km från Evesham. Ab Lench var en civil parish 1866–1933 när blev den en del av Church Lench. Civil parish hade 57 invånare år 1931. Byn nämndes i Domedagsboken (Domesday Book) år 1086, och kallades då Abeleng.